# Joseph Raz
Pour les articles homonymes, voir Raz.
Joseph Raz, né le 21 mars 1939 en Palestine mandataire et mort le 2 mai 2022 à Londres, est un philosophe israélien travaillant sur les questions du droit, de la morale et de la politique.

## Biographie
Joseph Raz a été professeur de philosophie du droit au Balliol College de l'université d'Oxford. Il a enseigné à la Columbia Law School à New York et au King's College de Londres. Élève de Herbert Hart, Joseph Raz est un représentant du courant en philosophie du droit connu sous le nom de positivisme juridique.

## Publications
- The Authority of Law (1979)
- The Concept of a Legal System (2e éd., 1980)
- The Morality of Freedom (1986)
- Practical Reason and Norms (2e éd., 1990)
- Ethics in the Public Domain (édition de poche révisée, 1995)
- Engaging Reason (1999)
- Value, Respect and Attachment (2001)
- The Practice of Value (2003)
- Between Authority and Interpretation (2009)
- From Normativity to Responsibility (2011)